# Остров чудовищ (фильм, 1979)
«Остров чудовищ» (итал. L' Isola degli uomini pesce; Италия, 1979) — фильм ужасов режиссёра Серджио Мартино. На русский язык фильм переводился как «Остров людей-рыб», «Остров амфибий». Премьера фильма состоялась 18 января 1979 года.

## Сюжет
В 1891 году в Карибском море терпит крушение судно «Кайен», на борту которого перевозились заключённые. Пятеро людей доплывают до земли, не отмеченной на карте. Оказывается, что это остров, остаток затонувшей Атлантиды. При изучении острова, поисках воды и пищи, часть людей погибает. На одного нападает неизвестное науке чудовище, другой сваливается в ловчую яму. Выжившие люди во главе военным врачом, лейтенантом Клодом де Россом (Claudio Cassinelli), встречаются с владельцем острова Эдмондом Ракхэмом (Richard Johnson) и его наложницей Амандой Марвин (Barbara Bach).
Отец Аманды, профессор Эрнест Марвин (Joseph Cotten), когда-то известный биолог, занимается вивисекцией. Он научился превращать местных жителей в земноводных существ и контролирует их поведение — выдавая каждый вечер препарат, без которого они жить не могут. Марвин эти работы производит в научных целях и верит, что Земля скоро будет перенаселена, единственный способ избежать перенаселения — создать расу земноводных существ, которые будут жить в океане. Однако у Ракхема другие планы. Он обнаружил затерянный город Атлантиды под водой, которая окружает остров. В городе имеются несметные сокровища, но достать их могут только местные жители, которые с помощью вивисекции превращены в земноводных. Те самые люди-рыбы, которых создал профессор Марвин. Ракхэм принуждает людей-рыб, чтобы они доставали сокровища из затонувшего города.
Жрица культа вуду Шакира (Beryl Cunningham), которая прислуживает Ракхэму, против того, что Ракхэм эксплуатирует людей-рыб. Отговаривая Ракхэма, она приводит древнее пророчество, согласно которому после того, как достанут статую Бога Солнца, гора на острове полыхнет огнём и уничтожит остров. Однако Ракхэм её не слушает. Пророчество сбылось: после того как люди-рыбы достали статую Бога Солнца, началось извержение вулкана. Во время извержения Клод, Аманда и Ракхэм находятся внутри подводного грота. В результате землетрясения грот разрушается, Ракхэм погибает, Клод и Аманда прыгают в воду. Их окружают люди-рыбы и выводят в безопасное место. Когда Клод и Аманда выплывают на поверхность, видно, что острова больше нет. Клода и Аманду подбирает проплывающий мимо корабль.

## В ролях
- Аманда Марвин — Барбара Бах
- Клод де Росс, военный врач — Claudio Cassinelli
- Эдмонд Ракхэм, владелец острова — Richard Johnson
- Эрнест Марвин, профессор — Джозеф Коттен
- Шакира, жрица культа вуду — Берил Каннигэм